# Amblispa
Amblispa là một chi bọ cánh cứng trong họ Chrysomelidae.
Chi này được Baly miêu tả khoa học năm 1858.

## Các loài
Các loài trong chi này gồm:
- Amblispa dohrnii Baly, 1858
- Amblispa laevigata (Guérin-Méneville, 1844)